# Polígon del Baver
El Polígon del Baver és un barri de la ciutat d'Alacant.
El barri ha patit grans canvis urbanístics des dels anys 80, on es perden les vies del tren i la platja del Baver. Durant els anys de la transició comença a construir-se la Gran Via, que connecta l'autovia de Madrid i el Port d'Alacant. A partir de 1993 comencen a crear-se les primeres urbanitzacions i edificis.